# Mogurnda vitta
Mogurnda vitta là một loài cá thuộc họ Cá bống đen. Chúng là loài đặc hữu của Papua New Guinea. Môi trường sống tự nhiên của chúng là hồ nước ngọt.